# Lou Quinse
Lou Quinse est un groupe de alpine extreme metal folkcore[Quoi ?], qui chante en occitan, piémontais et arpitan, et est originaire de Turin.
Leurs chansons puisent dans tout le folklore des Alpes occidentales, du Piémont, de l'Arpitanie, de l'Occitanie (Nissard, Gascon, Provençal et Languedocien) et même au-delà de l'Occitanie, avec des chansons du répertoire breton et méditerranéen.

## Historique
Conçu en 2006 dans les montagnes de Balme (Barmés), en Val d'Ala, et devenu réalité grâce à l'association de musiciens underground de Turin, Lou Quinse veut célébrer un mariage hérétique entre le heavy metal diabolique et le patrimoine culturel des Alpes occidentales.
Des instruments traditionnels comme la vielle à roue, les flûtes, les percussions, l'accordéon et la cornemuse trouvent une nouvelle vie et une nouvelle énergie s'écrasant sur un mur de vagues et des vibrations déformées générées par d'énormes guitares, une basse profonde et une batterie rapide, pendant qu'une voix de métal pur crie et gronde les mots qui ont été chantés dans les tavernes, les forêts et les rues pavées pendant des siècles.
Dès le début, Lou Quinse est « un groupe très chaud et motivé, promoteur combatif de la culture occitane et alpine », effectuant des shows intenses, cherchant des atmosphères de qualité sur les pires scènes d'Italie et d'Europe.

## Musiciens
- IX.L’Ermite - Daniele Quaranta - Chant et Hurlements
- I.Lo Bagat - Furio Sguayzer - Accordéon diatonique
- VII.Lo Carreton - Michele Tron - Flûtes, boha (cornemuse occitane de Gascogne)[2], musette
- XIX.Lo Solelh - Ivan Di Vincenzo - Guitares et bouzouki irlandais
- XVIII.La Luna - Domenico Santoro - Basse
- Lo Mat - Davide Di Vincenzo - Batterie et percussions

### Anciens membres
- XI.La Força : batterie
- XII.Lo Penjat : guitare, vielle à roue, clari[Quoi ?]
- XIII.La Mort : vielle à roue
- IV.L’Emperaire : flûtes, guitare
- II.La Papessa : musette
- VI.Lo Calinhaire : guitare
- XX.Lo Judici : flûtes, musette

## Discographie
- Lou Quinse (e.p. 2008) CD 5 titres, D.I.Y.

1. Seguida: Pour Passar lou Rhône (Danse, Trad. Provençal) / Laou (Rigaudon, D. Tron)
2. Para lo Lop (Boreia, Trad. Pyrénées)
3. Calant de Villafranca (Farandole, Trad. Niça)
4. Ai Vist lo Lop (la Lèbre et lo Rainard Dançar) (Boreia, Trad. Lemozin)
5. Seguida de Boreias à Tres Temps: Lo Parpalhol (Boreia 3T. Trad. Auvernha) / Lo Seriol' (Boreia 3T. S. Berardo, Valle Stura) / Per Ben la Dançar (Boreia 3T. Trad. Lemozin)

- Rondeau de la Forca (l.p. 2010) CD 11 titres, High Voltage Records

1. Calant de Villafranca (Trad. Pais Niçard)
2. En Passant la Riviere (Trad. Borbonés)
3. Rondeau de la Forca (seguida)  Tout le Long du Bois (Trad. Bretanha), Ohi Aquesta Puta (Trad. Gasconha), Amazon (Cyrille Brotto)
4. Papa Demi la Bela (Trad. Piémont)
5. La Fenna Louerda (Trad. Val San Martin)
6. Diga Joaneta (Trad. Provença)
7. Tourdion (Thoinot Arbeau)
8. Sèm Montanhols (Trad. Lengadòc)

- Lou Quinse (2013 Reissue), vinyle et CD 6 titres, co-production

1. Caire X - Face X
2. Seguida (Pour Passar lou Rhône / Laou)
3. Para lo Lop
4. Calant de Villafranca
5. Caire V - Face V
6. Ai Vist lo Lop (la Lèbre et lo Rainard Dançar)
7. Seguida de Boreias à Tres Temps (Lo Parpalhol / Lo Seriol / Per Ben la Dançar)
8. Lo Pal / L'Estaca (L. Llach)

- Lo Sabbat (l.p. 2018), CD 12 titres, Sliptrick Records

1. Sus la Lana
2. Chanter, Boire et Rire, Rire
3. Diu Fa’ ma Maire Plora
4. La Dançarem Pus
5. Lo Cuer dal Diaul
6. Dessús la Grava de Bordeu
7. Giga Vitona
8. Purvari e Palli
9. Lo Boier
10. La Martina
11. La Marmòta
12. Sem Montanhòls

### Compilations
- Nemeton Records Compilation (Nemeton Records, 2014)
- Non un sasso indietro Vol.1 (Co-prod., 2014)
- Mister Folk Compilation Vol. 5 (digital compilation 2017)